# Beteró
Beteró è un quartiere della città di Valencia appartenente al distretto Poblats Marítims, situato tra i quartieri di El Cabanyal e Illa Perduda, e confinante con la Vega Baja.
È separato dal resto di Poblats Marítims da Calle Marí Blas de Lezo, la continuazione a nord di Calle de la Serradora quando si arriva alla stazione di Adif a Valencia-Cabanyal, e ha buone comunicazioni con il resto della città, tra i viali Blasco Ibañez, Tarongers e Marí Blas de Lezo, da Rodalia con la stazione di Cabanyal e vicino alle linee 2, 5 e 6 di Metrovalencia. La popolazione nel 2023 era di 7 834 abitanti.